# کارژنگچکا
کارژنگچکا (به لهستانی:  Karżniczka) یک روستا در لهستان است که در گمینا دامنگتسا واقع شده‌است.
 کارژنگچکا  ۳۹۴ نفر جمعیت دارد.